# Ход конём (повесть)
«Ход конём» (англ. Knight’s Gambit) — повесть американского писателя Уильяма Фолкнера, опубликованная в 1949 году в одноимённом сборнике (включающем также пять рассказов). Повесть входит в «йокнапатофский цикл», в ней фигурируют персонажи, известные и по другим произведениям Фолкнера, прежде всего прокурор Гэвин Стивенс и его племянник Чарльз Мэллисон. По жанру повесть, как и все произведения сборника «Ход конём», близка к детективу.
Существует два русских перевода повести: перевод Д. В. Вознякевича (1989) и перевод М. И. Беккер (1990). Название повести передано в обоих случаях одинаково, хотя буквально оно означает не ход конём вообще, а гамбит коня — одну из разновидностей королевского гамбита. Аналогию с шахматной партией проводит в повести один из героев (Стивенс); кроме того, в названии отражается тот факт, что в сюжете повести значительную роль играет лошадь (как предполагаемое орудие убийства).

## История
В 1948 году, после успеха романа «Осквернитель праха», основанного на детективном сюжете (расследование убийства), у Фолкнера возникла идея издать книгу «более или менее детективных рассказов» с тем же героем — окружным прокурором Гэвином Стивенсом. «У меня есть четыре-пять новелл, в которых Стивенс расследует или предотвращает преступления, защищая слабых, восстанавливая справедливость и наказывая зло», — писал Фолкнер редактору издательства «Рэндом Хаус» С. Комминзу.
В сборник, который вышел 27 ноября 1949 года, вошли пять ранее публиковавшихся рассказов, а также новая повесть «Ход конём». Сюжет повести Фолкнер описал редактору так: «Стивенс предотвращает преступление (убийство) не ради справедливости, а чтобы снова завоевать (когда ему уже за пятьдесят) возлюбленную, которую он потерял лет двадцать назад». События, описанные в повести, кратко пересказываются также в романе «Особняк» (от лица Стивенса и Мэллисона).

## Сюжет
Основное действие повести происходит в окружном центре Джефферсоне и его окрестностях на протяжении трёх дней, с четверга 4 декабря по субботу 6 декабря 1941 года (за день до вступления США в войну, предчувствие и последствия которой многократно отражены в повести).
В четверг вечером в дом юриста Стивенса (играющего в шахматы с племянником Чарльзом) приходят брат и сестра Гаррисс, дети богатой вдовы, недавно вернувшейся из-за границы и живущей недалеко от Джефферсона. Макс Гаррисс требует у Стивенса выслать из города капитана Гуальдреса — аргентинца, гостя дома Гарриссов, — под тем предлогом, что тот обещал жениться на его сестре, а на самом деле хочет жениться на их матери, чтобы завладеть всем состоянием. Стивенс отказывается браться за это дело, разъярённый Макс уходит. Позже его сестра возвращается с деревенской девушкой и убеждает Стивенса, что она любит капитана Гуальдреса, а Макс зол на него, потому что тот превосходит его в езде верхом и фехтовании, и что Гуальдрес якобы отбил у Макса эту девушку.
В пятницу утром выясняется, что Макс уехал из поместья, однако днём вернулся и уехал снова в неизвестном направлении. Возвращаясь с занятий по военной подготовке, Чарльз видит в городе фургон с конём Рейфа Маккалема — это конь известен в округе как неукротимый и очень агрессивный, он может убить любого, кто приблизится к нему. Вечером Чарльз видит, что фургон пуст и догадывается, что коня купил и отвёз в поместье Макс (капитан Гуальдрес каждую ночь занимался верховой ездой, и вместо его лошади Макс поставил в стойло коня Маккалема, чтобы он набросился на капитана). Чарльз сообщает обо всём дяде, они с Маккалемом едут в поместье Гарриссов, где дядя предлагает Гуальдресу некое пари и Маккалем выводит из конюшни своего коня, который едва не стал орудием убийства.
У субботу утром Гуальдрес женится на сестре Макса и они уезжают. Макс, признав победу Стивенса, готов сдаться правосудию, однако Стивенс предлагает ему пойти в армию (Максу исполнился 21 год, однако он не был даже зарегистрирован в призывной комиссии округа). Стивенс и Чарльз едут к миссисс Гаррис, по дороге Чарльз узнаёт, что двадцать лет назад, в 1919 году, дядя был с ней помолвлен (никто, кроме отца девушки, не знал об этом), однако из-за письма другой женщине, полученного по ошибке, она разорвала с ним отношения и вышла замуж за богача Гаррисса.
В эпилоге (весной 1942 года) Чарльз, будучи в армии, проездом посещает Джефферсон и видится с дядей, уже женатым на миссис Гаррисс, и рассказывает ему, что капитан Гуальдрес в первые дни войны записался добровольцем в бронекавалерийский полк армии США.

## Персонажи
- Гэвин Стивенс, около 50 лет — окружной прокурор Йокнапатофы, во время Первой мировой войны служил санитаром, учился в Гейдельберге
- Чарльз Мэллисон, около 18 лет — сын сестры Стивенса, курсант офицерского училища, мечтающий попасть на войну
- Миссисс Гаррисс, 38 лет — дочь землевладельца, вдова бизнесмена из Нового Орлеана
- Макс Гаррисс, 21 год — её сын
- Девица Гаррисс, 20 лет — её дочь, затем жена капитана Гуальдреса
- Капитан Гуальдрес — знакомый Гарриссов из западной Аргентины, кавалерист
- Рейф Маккалем — конезаводчик в Йокнапатофе

## Отзывы
- Н. Анастасьев[2]:

Он пишет о тех же людях и о тех же краях, но во многом иначе. Больше стало открытого рассуждательства, философские идеи и идеи социологические прорастают прямо, отказываясь порою считаться с пластикой. Недаром интеллектуал Гэвин Стивенс передвигается с обочины в центр, становясь, по существу, главным героем книг. Даже в «Ходе конём», где он по преимуществу занят разного рода детективными разысканиями, Стивенс не упускает случая поораторствовать о добре, чести, морали.

## Издания на русском языке
- Уильям Фолкнер. Ход конём: Повесть. Монах. Завтра: Рассказы [Пер. с англ. Д. В. Вознякевича; Сост. и авт. предисл. А. Н. Николюкин; Худож. А. В. Матрешин]. М.: СП «ИКПА», 1989. — 172 с. ISBN 5-85202-016-8
- Уильям Фолкнер. Ход конём: Повесть. Пер. с англ. М. Беккер // «Звезда». 1990. № 9. С. 103—144.
- Уильям Фолкнер. Дикие пальмы; Ход конём [Пер. с англ. Г. А. Крылова, М. И. Беккер; Послесл. Н. Махлаюка; Худож. А. А. Власов]. СПб.: Гуманитарное агентство «Академический проект», 1997. — 429 с. ISBN 5-7331-0030-3